# Genotrichia minor
Genotrichia minor là một loài ruồi trong họ Tachinidae.